# Marie Formáčková
Marie Formáčková (* 20. prosince 1952 v Benešově) je novinářka na volné noze, publicistka, spisovatelka a středoškolská pedagožka. Působila i jako dramaturgyně a moderátorka v televizi.

## Životopis
Je absolventkou Petrohradské státní univerzity v Rusku a Univerzity Karlovy v Praze. Dvacet let pracovala v redakci časopisu Vlasta, kde byla od roku 1989 šéfredaktorkou. Později byla šéfredaktorkou časopisů Květy a TV Revue. Od roku 2000 se věnuje publicistice a psaní knih na volné noze. Působí také jako středoškolská učitelka a je držitelkou ocenění za pedagogickou činnost v anketě Zlatý Ámos.

## Dílo

### Knihy
Marie Formáčková je autorkou či spoluautorkou desítek knih, zejména životních příběhů mediálně známých osobností. K nejoblíbenějším patří knihy, které napsala spolu s Helenou Růžičkovou a se Zitou Kabátovou. Napsala také řadu kuchařek a knihy o životosprávě společně s doc. MUDr. Leošem Středou nebo Vítem Chaloupkou. Je autorkou série praktických učebnic pro postižené žáky.